# Žabljane
Žabljane (en serbe cyrillique : Жабљане) est un village de Serbie situé sur le territoire de la Ville de Leskovac, district de Jablanica. Au recensement de 2011, il comptait 573 habitants.

## Géographie
Žabljane est situé sur les bords de la Veternica, un affluent gauche de la Južna Morava.

## Démographie

### Évolution historique de la population
| 1948 | 1953 | 1961 | 1971 | 1981 | 1991 | 2002 | 2011 |
| ---- | ---- | ---- | ---- | ---- | ---- | ---- | ---- |
| 437  | 467  | 575  | 658  | 747  | 769  | 724  | 573  |

|  |